# Zobovina
Zobovína, zobnína ali dentín je opornina, ki predstavlja osnovno sestavino zoba. Obdaja zobno pulpo, v predelu krone jo pokriva sklenina, v predelu korenine pa cement.
Rumena obarvanost zobovine vpliva tudi na barvo zunanjosti zoba, saj proseva skozi prosojno sklenino. Je manj mineralizirana in tudi manj lomljiva od sklenine in ji daje oporo. Po Mohsovi lestvici je njena mineralna trdota okoli stopnje 3.
Že pred izrastjo zoba nastane t. i. primarna zobovina, kasneje v življenju pa nastaja t. i. sekundarna zobovina kot odziv na fiziološke (starost) ali bolezenske dražljaje (zobna gniloba).

## Zgradba
Zobovina je po zgradbi mnogo mehkejša od sklenine, vendar trša od kosti. Glede na maso sestoji v 70 % iz hidroksiapatita, 20 % iz organskih snovi in 10 % iz vode.
V zobovini se nahajajo mikroskopski kanalčki, imenovani dentinski kanalčki ali cevčice. Potekajo od pulpe proti sklenini in v njih segajo podaljški odontoblastov (celic na površju zobne pulpe, ki tvorijo zobovino). Kanalčki vsebujejo tekočino in celične strukture ter povzročajo določeno stopnjo prepustnosti zobovine, zaradi česar je občutenje bolečine v primeru zobne gnilobe povečano. Spremembe v tekočini znotraj dentinskih kanalčkov naj bi s hidrodinamskimi mehanizmi povzročale tudi preobčutljivost zobovine, ki se pojavlja pri nekaterih ljudeh.